# Turtle Lake, Montana
Turtle Lake är en ort i Lake County i delstaten Montana, USA.